# Gertrud Lendorff
Gertrud Valentine Lendorff (* 13. Mai 1900 in Lausen; † 26. Januar 1986 in Sigriswil; heimatberechtigt in Basel) war eine Schweizer Kunsthistorikerin und Schriftstellerin.

## Leben und Wirken
Gertrud Lendorff, Tochter des Pfarrers Ernst Lendorff (1865–1949) und der Valentine Stähelin (1876–1965), wuchs als älteste von drei Geschwistern auf. Sie stammte väterlicherseits vom Architekten Melchior Berri und seiner Ehefrau Margaretha Salome Burckhardt ab, der Schwester des Kulturhistorikers Jacob Burckhardt; auch ihre Mutter stammte aus einem alten Basler Geschlecht. Sie besuchte die Freie Evangelische Schule und dann die Gewerbeschule in Basel. Nach der Matura im Jahr 1925 studierte sie bis 1932 Kunstgeschichte in Paris, München und Basel. Sie wurde mit einer Dissertation über den italienischen Maler Giovanni Battista Moroni promoviert. Lendorff wurde bekannt durch Hörspielfolgen, Schauspiele und Unterhaltungsromane. Ihre ab 1952 in mehreren Staffeln ausgestrahlte Hörspielfolge Vor 100 Jahren über das bürgerliche Alltagsleben in Basel zur Biedermeierzeit arbeitete sie später zu Unterhaltungsromanen um. Bereits als Jugendliche schrieb sie Kinderbücher, später auch Detektivgeschichten.
Daneben veröffentlichte sie kunst- und lokalhistorische Abhandlungen, so eine umfassende Monografie über Maria Sibylla Merian. 1952 erschien in der Reihe Schweizer Heimatbücher ihre Schrift Basel im Bund der alten Eidgenossenschaft, 1966 veröffentlichte sie ihre Kleine Geschichte der Baslerin. Darin stellte sie Material zur Geschichte der Frauen aus älteren Geschichtsdarstellungen zusammen.
Gertrud Lendorff engagierte sich in der Frauenbewegung und im Lyceum-Club.

## Werke (Auswahl)
- Die stille Strasse: eine Geschichte. Frauenfeld, Huber & Co. 1921. Entwicklungsroman des Mädchens Judith und einiger Kontrastfiguren. Judiths Wahlmöglichkeiten «Studium» oder «Ehefrau und Mutter» werden diskutiert; ihre Entscheidung und ihr weiterer Weg nach dem Maturitätsexamen bleiben offen.
- Das Märchenspiel vom faulen Schüler, der sich in das Märchenland wünschte 1922
- Giovanni Battista Moroni, der Porträtmaler von Bergamo (= Schweizerische Beiträge zur Kunstgeschichte. 2, ZDB-ID 2096836-X). Schönenberger & Gall, Winterthur 1933, (Zugleich: Basel, Universität, Dissertation, 1932).
- Basel: Mittelalterliche Weltstadt Haupt Verlag Bern, 1949
- D Frau Oberscht 1953
- Remigius und Konstantine 1957
- Fanny und der Oberst 1958
- Lydia, Fanny und die Liebe  1963
- Kleine Geschichte der Baslerin, Basel 1966
- Die Fahrt ins Paradies 1971

## Auszeichnungen
- Radio-Basel-Preis 1954[3]